# Ussurinus nobilis
Ussurinus nobilis är en stekelart som beskrevs av Saarinen 1945. Ussurinus nobilis ingår i släktet Ussurinus, och familjen bladsteklar. Enligt den finländska rödlistan är arten sårbar i Finland. Arten har ej påträffats i Sverige. Artens livsmiljö är lundskogar.